# Eduard Weichberger
Alexander Heinrich Wilhelm Eduard Weichberger (* 5. März 1843 in Krauthausen, Thüringen; † 19. August 1913 in Weimar) war ein deutscher Maler.

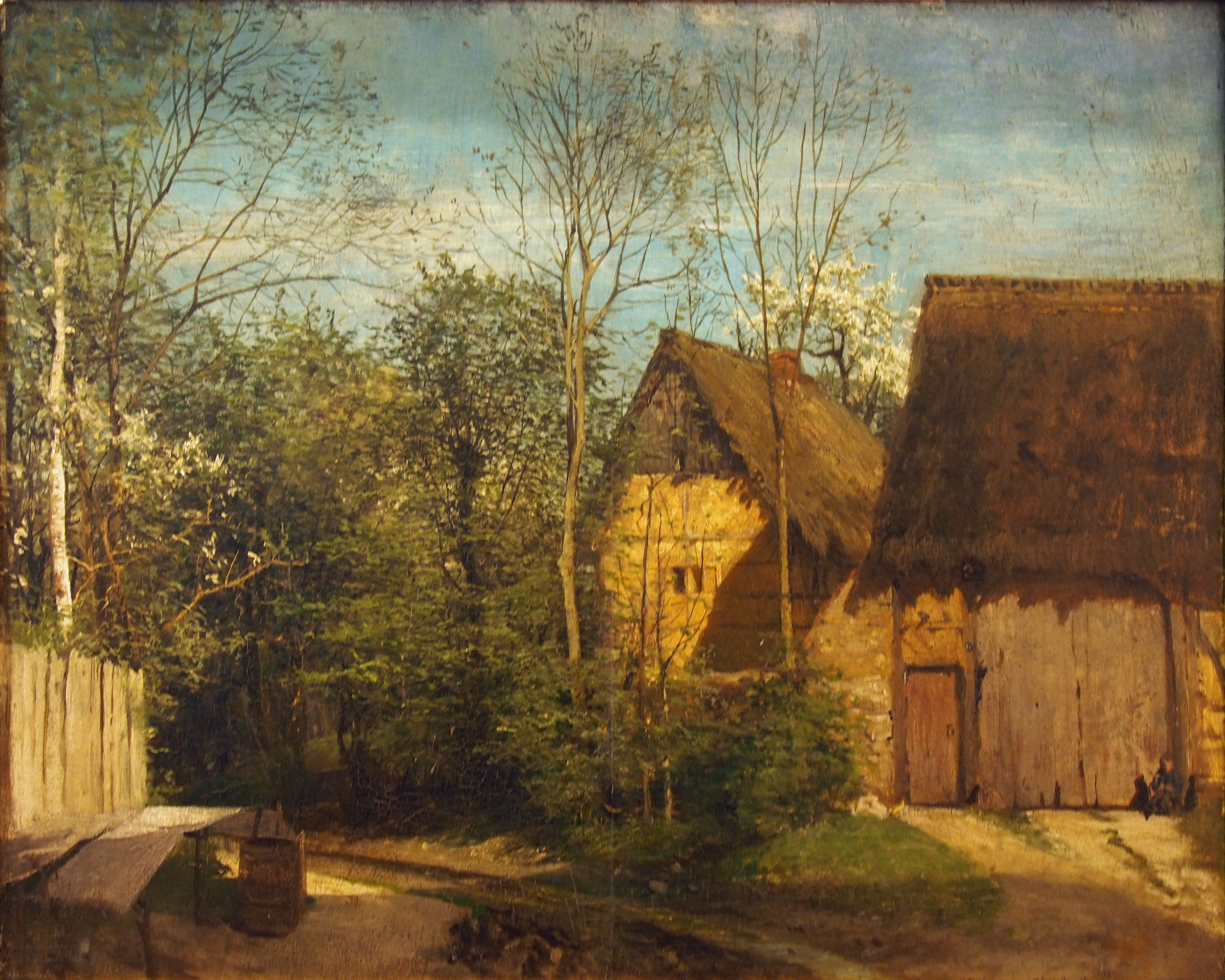
Scheune mit Birken (um 1865) im Schlossmuseum im Weimarer Stadtschloss

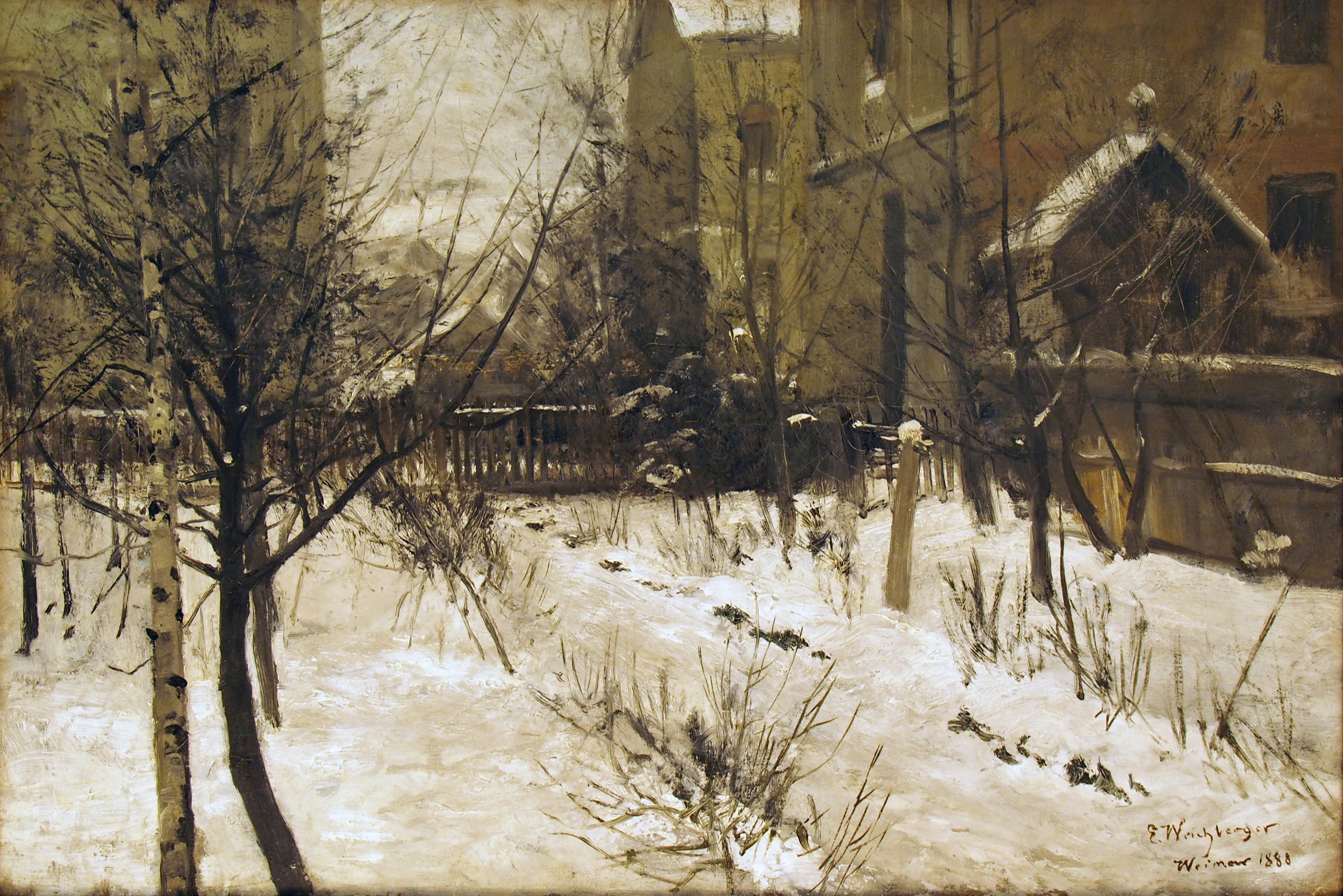
Hof im Winter (1888) im Schlossmuseum im Weimarer Stadtschloss

Eduard Weichberger wurde 1843 als sechstes Kind des Rittergutsbesitzers und Berliner Premier-Lieutenants Alexander Weichberger und dessen Frau Amalie Henriette Florentine Frierike Charlotte, geb. Düttel, geboren. Die Familie verzog 1848 von Krauthausen zunächst nach Eisenach, wo Weichberger 1857 konfirmiert wurde.

## Leben
Weichberger besuchte von 1860 bis 1861 die Polytechnische Schule Dresden. Da architektonische Studien seinen Neigungen zu widerstreben schienen, ging er bereits nach einem Semester wieder ab und wandte sich nach Weimar, wo er in die Großherzogliche Kunstschule, die sogenannte „Weimarer Malerschule“, aufgenommen wurde. Seine Lehrer waren bis 1862 Arnold Böcklin und Franz von Lenbach, von 1862 bis 1868 Alexander Michelis und schließlich Max Schmidt. Sein Studium wurde unterbrochen durch Studienaufenthalte in Italien und an der Ostsee.
Weichberger lernte das Skizzieren der Natur mit Pinsel und Farbe. Er malte hauptsächlich Motive aus dem Thüringer Wald, Rügen und Tirol und wurde berühmt für seine Waldlandschaften.
Die Kunstsammlungen der Klassik Stiftung Weimar besitzen mehrere Arbeiten von Weichberger, darunter einige Gemälde, Zeichnungen und ein Skizzenbuch.
Am 25. Januar 1876 heiratete Weichberger die zwölf Jahre jüngere Elise Choinanus. 1877 wurde das erste von insgesamt vier Kindern geboren: Konrad Weichberger, ein späterer Schriftsteller. Ihm folgten 1880 Susanne, eine spätere Künstlerin, 1881 Hans und 1885 Alexander, der seit seinem 16. Lebensjahr auf einen Rollstuhl angewiesen war.
Weichberger war 1877–1906 für den Radierverein zu Weimar tätig und ist insgesamt mit 29 Druckgraphiken in dessen Mappen vertreten. Er lebte als freier Künstler und gab gelegentlichen Unterricht in der Zeichenschule. 1899 wurde er zum Professor ernannt.
Er starb am 19. August 1913 im Alter von 70 Jahren an einem Herzschlag.
In Oberweimar gibt es eine Weichbergerstraße.